# 1147
Високе Середньовіччя  •  Золота доба ісламу  •  Реконкіста  •  Хрестові походи  •  Київська Русь

## Геополітична ситуація
Візантію очолює Мануїл I Комнін (до 1180).  Конрад III є  королем Німеччини (до 1152),  Людовик VII Молодий королює у Франції (до 1180).
Апеннінський півострів розділений: північ належить Священній Римській імперії,  середню частину займає Папська область, більша частина півдня належить Сицилійському королівству. Деякі міста півночі: Венеція,  Піза, Генуя тощо, мають статус міст-республік.
Південь Піренейського півострова в руках у маврів. Північну частину півострова займають християнські Кастилія, Леон (Астурія, Галісія), Наварра та Арагонське королівство (Арагон, Барселона). Королем Англії є Стефан Блуаський (Етьєн де Блуа, до 1154), триває громадянська війна в Англії 1135—1154. Данія розділена між Свеном III  та Кнудом V (до 1157). 
Ізяслав Мстиславич княжить у Києві (до 1149).  Новгородська республіка фактично незалежна. У Польщі період роздробленості. На чолі королівства Угорщина стоїть Геза II (до 1162).
На Близькому сході існують держави хрестоносців: Єрусалимське королівство, Антіохійське князівство, графство Триполі. Сельджуки окупували Персію та Малу Азію, в Єгипті владу утримують Фатіміди, у Магрибі Альмохади потіснили Альморавідів, у Середній Азії правлять Караханіди та Каракитаї. Газневіди втримують частину Індії. У Китаї співіснують держава ханців, де править династія Сун, держава чжурчженів,  де править династія Цзінь, та держава тангутів Західна Ся. На півдні Індії домінує Чола. В Японії триває період Хей'ан.

## Події
- Повсталі кияни вбили колишнього князя Ігора Юльговича.
- 4 квітня — перша літописна згадка про Москву — в цей день суздальський князь Юрій Володимирович Довгорукий святкував у селі на річці Москві укладення союзу з новгород-сіверським князем Святославом Ольговичем.
- 24 жовтня — при допомозі флоту хрестоносців, що направлявся в Палестину, португальський король Альфонс І Великий завоював Лісабон, який з 715 року перебував у руках маврів.
- 25 жовтня сельджуки завдали поразки німецьким хрестоносцям на чолі з королем Конрадом III під Дорілеєю.
- Альмохади захопили Марракеш і зробили його своєю столицею. Ще раніше Альмохади оволоділи Севільєю.
- Християнські війська взяли Альмерію.
- Зазнав невдачі Вендський хрестовий похід проти полабських слов'ян.
- Нормани сицилійського короля Рожера II захопили візантійський острів Корфу, пограбували Афіни, Коринф та Фіви.
- Чжурчжені уклали мир з монголами.